# GBH (groupe)
Pour les articles homonymes, voir GBH.
GBH, également stylisé G.B.H. ou encore Charged GBH comme à ses débuts, est un groupe de punk rock britannique, originaire de Birmingham, en Angleterre. Formé en 1978, Charged GBH est un des pionniers du punk hardcore, à côté de groupes cultes comme The Exploited ou Discharge.
Le nom originel du groupe était Charged GBH, en référence à l'infraction du droit pénal britannique qui peut se traduire par « inculpé pour coups et blessures aggravés ». GBH pourrait aussi signifier Great Britain Holocaust, mais cette version n'a jamais été confirmée par le groupe.
GBH est reconnu comme étant un des premiers et principaux groupes de punk hardcore, ayant à ce titre influencé des groupes majeurs comme Metallica et Slayer, en particulier avec l'album City Baby Attacked by Rats, le premier album du groupe publié en 1982.

## Biographie
Le groupe est formé en 1978 sous le nom de Charged GBH. Il embarque dans plusieurs tournées européennes et américaines au début des années 1980, pour des séries de concerts comme ceux produits notamment au 100 Club. Le premier album studio du groupe, City Baby Attacked by Rats, publié en 1982, atteint les classements britanniques, menant à l'apparition mémorable du groupe à l'émission britannique The Tube jouant Give Me Fire (UK Indie chart no 2). L'album traite notamment de la culture européenne et britannique, de violence et de choses morbides (en particulier la chanson Passenger on the Menu, qui décrit les détails sordides de ce qu'ont subi les passagers du célèbre vol 571 Fuerza Aérea Uruguaya, qui transportait essentiellement des joueurs uruguayens de rugby à XV et connu pour l'anthropophagie des survivants), mais aussi de thèmes divers tels que l'athéisme et le nihilisme, ou encore de l'humour. Musicalement, l'album est rapide et agressif, posant ainsi les bases du jeu qui fera le succès et la réputation du groupe.
La réussite du premier album se répète avec le deuxième, City Baby's Revenge, en 1984. Le groupe tourne en Europe et aux États-Unis, jouant notamment au festival Carlisle Punk avec The Exploited, autre référence du punk hardcore, et des groupes comme Toy Dolls et Chelsea and The Destructors.
Toujours en 1984, le groupe abandonne « Charged » et se nomme simplement GBH (Grievous Bodily Harm : coups et blessures aggravés). En 1997 sort l'album Punk Junkies sur le label SOS Records, suivi de Ha Ha en 2002, chez Go Kart Records.
Après plusieurs années d'inactivité, le groupe publie l'album Perfume and Piss en 2010.

## Membres

### Membres actuels
- Colin Abrahall - chant (depuis 1978)
- Colin « Jock » Blyth - guitare (depuis 1978)
- Ross Lomas - basse (depuis 1978)
- Scott Preece - batterie (depuis 1994)

### Anciens membres
- Sean McCarthy - basse (1978)
- Andrew « Wilf » Williams - batterie (1978-1986)
- Kai Reder - batterie (1986-1992)
- Joseph « Fish » Montanaro - batterie (1992-1994)

## Discographie

### Albums studio
- 1982 : City Baby Attacked by Rats
- 1984 : City Babys Revenge
- 1986 : Midnight Madness and Beyond
- 1987 : No Need to Panic
- 1989 : A Fridge Too Far
- 1990 : From Here to Reality
- 1992 : Church of the Truly Warped
- 1996 : Punk Junkies
- 2002 : Ha-Ha
- 2004 : Cruel and Unusual
- 2010 : Perfume and Piss
- 2017 : Momentum

### Splits
- 1999 : Punk As F*ck
- 2001 : Punk Rock Ambulance

### EP et singles
- 1981 : Leather, Bristles, Studs and Acne
- 1982 : Sick Boy
- 1982 : No Survivors
- 1982 : Give Me Fire
- 1983 : Catch 23
- 1984 : Diplomatic Immunity
- 1984 : Do What You Do
- 1986 : Oh No, It's GBH Again (EP)
- 1988 : Wot A Bargain